# 노재동
노재동(盧宰東, 1941년 7월 22일~)은 대한민국의 정치인이다. 제15·16·17대 은평구청장을 역임했다.

## 역대 선거 결과
|  | 49.15% |

|  | 43.96% |

|  | 53.27% |

|  | 53.79% |

|  | 58.52% |

| 전임 이배영 (권한대행)최희주 | 제15·16·17대 서울특별시 은평구청장 2001년 4월 27일~2010년 6월 30일 | 후임 김우영 |